# Ітака (смт)
Іта́ка (рос. Итака) — селище міського типу у складі Могочинського району Забайкальського краю, Росія. Входить до складу Ксеньєвського міського поселення.

## Населення
Населення — 356 осіб (2010; 451 у 2002).